# Aberchirder
Aberchirder (gael.: Obar Chiardair) – przez miejscowych nazywana częściej Foggieloan lub Foggie, wioska w Aberdeenshire w Szkocji, położona około 10 km na zachód od Turriff.